# Фибриларни протеини
Фибриларни, кончасти протеини (склеропротеини, влакна) су велике дужине, имају кватернерну структуру, и најчешће служе као градивне компоненте организма. Склеропротеини, фиброзни протеини) су једна од три главне класе протеина, поред глобуларних протеина и конјугованих протеина.
Кератин, колаген, еластин, и фиброин су примери склеропротеина. Улога ових протеина су заштита и подршка, формирање везивних ткива, тетива, коштаних основа, и мишићних влакана. Најпознатији фибриларни протеини су колаген и еластин, који су основни конституенти екстрацелуларног матрикса дајући чврстину везивним ткивима.

## Биомолекуларна структура
Склеропротеин формира дугачке протеинске филаменте, који имају облик штапова или жица. Склеропротеини су структурни протеини или складиштни протеини који су типично инертни и нерастворни у води. Склеропротеини се јављају у облику агрегата услед знатног присуства хидрофобиних бочних ланаца.
Склеропротеинске пептидне секвенце се често састоје од ограниченог броја остатака који се понављају. Они могу да формирају необичне секундарне структуре, нпр. колагенски хеликс. Ове структуре често поседују унакрсне везе између ланаца (нпр., cys-cys дисулфидне везе између кератинских ланаца).